# Телета
Телета (грец. Τελετή) — дочка Діоніса й наяди Нікеї. Після смерті Нікеї Телею виховав Діоніс, якого вона завжди супроводжувала. Як утаємничена в містерії Діоніса, була посередницею в очищеннях, на що вказує саме її ім'я (telete — моральне очищення). У мистецтві її зображували крилатою дівчиною з жертовною посудиною й вінком. На Геліконі статуя Телети стояла поряд із статуєю Орфея.